# 大鱗吸口魚
大鱗吸口魚（學名：Moxostoma macrolepidotum），為輻鰭魚綱鯉形目亞口魚科的其中一種，為溫帶淡水魚，分布於北美洲加拿大魁北克省到亞伯達省的五大湖-聖羅倫斯河、哈得遜灣沿岸至美國阿拉巴馬州北部及奧克拉荷馬州密西西比河流域、紐約州哈得遜河到南卡羅萊納州的Santee 河流域，體長可達75公分，體重可達4公斤，壽命可達9年，棲息在沙石底質、水質清澈的河川、湖泊，能忍受混濁的水質，屬雜食性，以水生昆蟲、橈腳類、有機碎屑等為食，繁殖期在3至6月，雌魚在礫石淺灘產卵，可以產下18,000至44,000個卵，可作為遊釣魚。